# ダニオン・ローダー
ダニオン・ローダー（英: Danyon Loader、1975年4月21日 - ）は、ニュージーランドの競泳選手。オリンピック金メダリスト、元世界記録保持者で、2009年現在も国内記録を保持している。ニュージーランド・メリット勲章受章者。
ティマルに生まれた。ダニーディンを拠点に活動し、オリンピックに2度（バルセロナ、アトランタ）、コモンウェルスゲームズに3度（1990年、94年、98年）それぞれニュージーランド代表として出場。バルセロナオリンピックでは200mバタフライで銀メダルを、アトランタオリンピックでは200mと400m自由形の2種目で金メダルを獲得。2003年に国際水泳殿堂入りした。
現在はゲイリー・ハリングとともにウェリントンのキャピタル水泳クラブでコーチをしている。